# Maine (provincia)
Il Maine (pronuncia: /mɛn/) è un territorio storico della Francia. Unito al Perche costituiva una delle antiche province francesi.
Corrisponde agli attuali dipartimenti di Sarthe e Mayenne. Già diocesi e contea carolingia, deve il suo nome al popolo celtico dei Cenomani e il suo capoluogo storico era la città di Le Mans.

## Storia
Nel corso dell'VIII secolo si ha menzione di due conti del Maine, della famiglia dei Robertingi, che avevano feudi in Neustria:

### Primi Conti
- Ruggero, conte di Le Mans, citato nel 710 e nel 724;
- Hervé, figlio del precedente, conte di Le Mans, citato nel 748.

In quello stesso anno, la contea di Le Mans ed altre contee contigue vennero affidate da Pipino al fratellastro, Grifone, che le governò sino alla fine del 751, quando si ribellò ancora e riprese la lotta per contendergli il trono dei Franchi, su cui Pipino si era da poco installato.
Poi il territorio del Maine fu governato direttamente dai re Carolingi, sino a che Carlo Magno, nel 790, lo assegnò al figlio Carlo il Giovane che governò il ducatus Cenomannicus col titolo di rex Francorum sino all'811; quindi l'imperatore Ludovico il Pio lo assegnò, nell'817, al figlio Lotario I, quando fu incoronato co-imperatore.
Il territorio del Maine, nell'833, venne donato da Lotario I, che aveva spodestato il padre, Ludovico il Pio al fratello Pipino I d'Aquitania, quindi aggregato al regno di Aquitania, per essere nuovamente reintegrato nel regno dei Franchi Occidentali, nella divisione dell'Impero carolingio, dell'838 e assegnato a Carlo II il Calvo, che nell'856, l'assegnò al figlio, Luigi II il Balbo, che lo governò come duca del Maine.
Nello stesso periodo, prima come conti di Le Mans, e poi come conti del Maine comparvero i Rorgonidi, che furono probabilmente i discendenti di Ruggero e di Hervé:

### Prima casa del Maine (Rorgonidi)
- Inizio sec. IX: Goslino I[1], conte di Le Mans,
- 820-839: Rorgone I († 839), conte del Maine, e di Rennes, figlio del precedente[2],
- 839-853: Gosberto I († 853), conte del Maine, fratello del precedente, morì combattendo contro la contea di Nantes[3][4][5],
- 853-866: Rorgone II († 865), conte del Maine, figlio di Rorgone I, morì combattendo contro i Vichinghi[6],
- 866-878: Goffredo I († 878), conte del Maine, fratello del precedente[7], fu anche marchese di Neustria.

Nell'878, alla morte di Goffredo I, dato che i suoi figli erano ancora bambini, la contea venne concessa a un Rorgonide di un ramo cadetto, ma alla morte di questi, la contea venne concessa a un tale Ruggero che aveva sposato una principessa della famiglia dei carolingi. Allora, per riprendersi la contea, i Rorgonidi si appoggiarono ai Robertingi:

### Periodo di contestazione
- 878-885: Ragenoldo I († 885 a Rouen[8]), conte del Maine, cugino del precedente, anche marchese di Neustria
- 885-893: Ruggero I († 900), conte del Maine, marito di Rotilde, figlia del re dei Franchi Occidentali, il carolingio, Carlo II il Calvo,
- 893-895: Goslino II († 914), conte del Maine, figlio di Gosfredo I; fu l'ultimo conte della famiglia dei Rorgonidi; la contea gli fu confiscata dal re dei Franchi Occidentali, il carolingio, Carlo III il Semplice,
- 895-900: Ruggero I († 900), conte del Maine, per la seconda volta.

Con Ruggero iniziò la dinastia che viene detta degli Ugonidi:

### Prima casa del Maine (Ugonidi)
- 900- ca. 950: Ugo I († ca. 950), conte del Maine, figlio di Ruggero I, che con molta probabilità sposò la figlia di Goslino II, mettendo così fine al periodo di contestazione tra le due famiglie,
- ca. 950-992: Ugo II († 992), conte del Maine, figlio del precedente,
- 992 - 1015: Ugo III († 1015), conte del Maine, figlio del precedente,
- 1015 - 1035: Eriberto I detto Evigilans canis († 1035), conte del Maine, figlio del precedente,
- 1035 - 1051: Ugo IV († 1051), conte del Maine, figlio del precedente, sposò Berta figlia del conte di Blois, Oddone II
- 1051 - 1062: Eriberto II († 1062), conte del Maine, figlio del precedente.

Alla morte di Eriberto II, senza discendenza, l'erede era la sorella Margherita, promessa sposa a Roberto il Corto, figlio del duca Normandia, Guglielmo I il Bastardo, poi detto il Conquistatore, che insieme avrebbero dovuto succedergli. Ma i baroni del Maine, che non gradivano la supremazia dei Normanni si rivolsero ad un prozio di Eriberto II, iniziando così un periodo di:

### Lotte di successione
- 1062-1063: Gualtiero I († ca. 1064), conte del Maine, e anche conte del Vexin e di Amiens, assieme alla moglie Biota ( ca. 1025 - † ca. 1064), figlia di Eriberto I detto Evigilans canis,
- 1063-1069: Roberto I (ca. 1051-1034), figlio del duca di Normandia, Guglielmo I il Bastardo, poi detto il Conquistatore, prima come fidanzato di Margherita (1045-1063), figlia di Ugo IV, e poi da solo,
- 1069-1070: Alberto Azzo (ca. 1009-1097), anche conte di Lunigiana e marchese d'Este, assieme alla moglie Gersenda (ca. 1030 - † dopo il 1071), figlia di Eriberto I detto Evigilans canis,
- 1070-1093: Ugo V († ca. 1131), conte del Maine, figlio di Alberto Azzo II d'Este e di Gersenda, figlia di Eriberto I detto Evigilans canis; Ugo V, nel 1093, vendette la contea a suo cugino Elia di Beaugency,
- 1093-1110: Elia I di Beaugency († 1100), conte del Maine, figlio di Giovanni di Baugency, signore di la Flèche, e di Paola del Maine, figlia di Eriberto I detto Evigilans canis
- 1110-1126: Eremburga (? - † 14-1-1126), figlia del conte del Maine, Elia I e di Matilde, signora di Château-du-Loir, sposò il conte d'Angiò, Folco V "il Giovane".

Alla morte di Eremburga del Maine, la contea passò alla casa d'Angiò:

### Prima Casa di Angiò: Plantageneti
- 1109-1129: Folco "il Giovane" (ca. 1090 - 1143), era già conte d'Angiò, poi anche re di Gerusalemme (dal 1131 fino alla morte), in seguito al secondo matrimonio con Melisenda, figlia del predecessore Baldovino II. Nel 1129, abdicò le due contee al figlio, Goffredo,
- 1129-1150: Goffredo I "il Bello" Plantageneto (1113 - 1151), figlio del precedente, fu anche conte d'Angiò; si sposò giovanissimo con Matilda, figlia di Enrico I d'Inghilterra e fu anche duca di Normandia dal 1144 al 1150 (anno in cui abdicò a favore del figlio Enrico); prese come simbolo araldico il fiore di ginestra, ricevendo il soprannome di Plantageneto dal termine latino planta-genet, ramo di ginestra,
- 1150-1151: Elia II (ca. 1115 - 1151), fratello del precedente, morì qualche mese dopo, senza discendenza maschile,
- 1151-1156: Enrico Plantageneto, (1133-1189), figlio di Goffredo I "il Bello", già duca di Normandia, che, nel 1154, divenne re d'Inghilterra e, nel 1156, il titolo di conte del Maine e d'Angiò passò ad un fratello di Enrico,
- 1156-1158: Goffredo II (1134-1158), fratello del precedente,
- 1158-1169: Enrico Plantageneto, (1133-1189), conte del Maine e d'Angiò per la seconda volta. Il titolo di conte del Maine e d'Angiò passò poi, nel 1169, al figlio secondogenito,
- 1169-1183: Enrico il Giovane (1155-1183), figlio del precedente,
- 1183-1189: Enrico Plantageneto, (1133-1189), conte del Maine e d'Angiò per la terza volta.
- 1189-1199: Riccardo I "Cuor di Leone" (1157-1199), figlio terzogenito del precedente, anche re d'Inghilterra, duca di Normandia e conte d'Angiò,
- 1199-1203: Giovanni Senza Terra (1167-1219), fratello del precedente, anche re d'Inghilterra e duca di Normandia, in lotta per la contee del Maine e d'Angiò col nipote, Arturo (1187-1203). La contea del Maine, nel 1203, fu confiscata dal re di Francia.

La contea del Maine passò alla corona di Francia con Filippo Augusto nel 1205.
Il figlio di Filippo Augusto, il re Luigi VIII il Leone diede la contea in feudo al proprio figlio:
- 1226-1232: Giovanni di Francia o Giovanni Tristano (1219 - 1232), morì senza eredi.

Il figlio di Luigi VIII, il re Luigi IX il Santo diede la contea in feudo al fratello Carlo nel 1246, che diede origine ad una seconda dinastia comitale:

### Seconda Casa di Angiò o Prima dinastia angioina o Angioini (Napoli)
- 1246-1285: Carlo I d'Angiò (1226-1285), fu anche conte d'Angiò e conte di Provenza per il suo matrimonio con Beatrice di Provenza. Correndo in soccorso del papa contro gli Hohenstaufen e scacciandoli dell'Italia meridionale, che gli venne concessa in vassallaggio, ottenne il regno di Sicilia (perso nel 1282 in seguito alla rivolta dei vespri siciliani) e di Napoli, e fu successivamente anche re di Albania, re di Gerusalemme e principe di Acaia,
- 1285-1290: Carlo II d'Angiò, detto "lo Zoppo" (1254-1309), figlio del precedente, fu anche conte d'Angiò, conte di Provenza e re di Napoli,
- 1290-1299: Margherita d'Angiò (1273-1299), figlia del precedente, anche contessa d'Angiò, sposò Carlo di Valois,
- 1290-1325: Carlo di Valois (1270-1325), figlio del re di Francia, Filippo III, che nel 1290 divenne conte del Maine e d'Angiò.
- 1325-1328: Filippo VI (1293-1350), figlio del precedente, nel 1328, divenuto re di Francia, ricongiunse il Maine e l'Angiò alla corona.

Suo figlio, il re Giovanni II il Buono (l 1319-1364) diede al proprio figlio cadetto Luigi il titolo di conte del Maine, nel 1350:

### Terza Casa di Angiò o Seconda dinastia angioina o Angioini (Valois)

Localizzazione della provincia, nella regione della Loira

- 1350-1384: Luigi I (1339-1384), anche duca d'Angiò, e conte di Provenza, nominato erede della regina Giovanna I di Napoli, morì combattendo il re di Napoli Carlo III (del ramo Angiò di Durazzo). In seguito a questa adozione i duchi di Angiò e il ramo degli Angiò di Durazzo presero a contendersi il possesso del regno di Napoli, in aggiunta al conflitto comune contro gli Aragonesi.
- 1384-1417: Luigi II (1377-1417), figlio del precedente, anche duca d'Angiò e conte di Provenza, fu re di Napoli tra il 1389 e il 1399.
- 1417-1434: Luigi III (1403-1434), figlio del precedente, anche duca d'Angiò e conte di Provenza, prima, nel 1419, e poi, nel 1423, dichiarato solennemente proprio erede della regina Giovanna II di Napoli, morì combattendo contro Alfonso I di Aragona
- 1434-1472: Carlo IV d'Angiò (1414-1472), fratello del precedente,
- 1472-1481: Carlo V d'Angiò (1436-1481, figlio del precedente fu anche duca d'Angiò e conte di Provenza, re titolare di Napoli e di Gerusalemme.

Alla sua morte, il ducato del Maine ritornò alla corona di Francia, al re Luigi XI, al quale l'ultimo duca aveva inoltre ceduto i propri diritti sul regno di Napoli: questa cessione fu più tardi il pretesto in base al quale il re di Francia Carlo VIII scese in Italia nel 1494.
Il titolo di conte del Maine fu concesso ancora una volta dal re di Francia, Luigi XIV, al proprio figlio illegittimo avuto da Madame di Montespan:
- 1670-1736: Luigi Augusto di Borbone.

### Fonti primarie
- (LA)  Monumenta Germaniae Historica, tomus I[collegamento interrotto].
- (LA)  Monumenta Germaniae Historica, tomus II.
- (LA)  Annales Bertiniani.
- (LA)  Flodoardo, Remensis canonicus, Historiae Remensis.
- (LA)  Chronicon Sancti Maxentii Pictavensis.
- (LA)  Ademarus Engolismensis, Historiarum Libri Tres.

### Letteratura storiografica
- G. L. Burr, "La rivoluzione carolingia e l'intervento franco in Italia", cap. XI, vol. II (L'espansione islamica e la nascita dell'Europa feudale) della Storia del Mondo Medievale, pp. 336–357.
- Gerhard Seeliger, "Conquiste e incoronazione a imperatore di Carlomagno", cap. XII, vol. II (L'espansione islamica e la nascita dell'Europa feudale) della Storia del Mondo Medievale, pp. 358–396.
- René Poupardin, Ludovico il Pio, cap. XVIII, vol. II (L'espansione islamica e la nascita dell'Europa feudale) della Storia del Mondo Medievale, 1999, pp. 558–582.
- René Poupardin, I regni carolingi (840-918), cap. XIX, vol. II (L'espansione islamica e la nascita dell'Europa feudale) della Storia del Mondo Medievale, 1999, pp. 583–635.
- Louis Halphen, Francia: ultimi carolingi e ascesa di Ugo Capeto (888-987), cap. XX, vol. II (L'espansione islamica e la nascita dell'Europa feudale) della Storia del Mondo Medievale, 1999, pp. 636–661.
- Louis Halphen, La Francia dell'XI secolo, cap. XXIV, vol. II (L'espansione islamica e la nascita dell'Europa feudale) della Storia del Mondo Medievale, 1999, pp. 770–806.
- Louis Alphen, La Francia: Luigi VI e Luigi VII (1108-1180), cap. XVIII, vol. V (Il trionfo del papato e lo sviluppo comunale) della Storia del mondo medievale, 1999, pp. 705–739
- Frederick Maurice Powicke, I regni di Filippo Augusto e Luigi VIII di Francia, cap. XIX, vol. V (Il trionfo del papato e lo sviluppo comunale) della Storia del mondo medievale, 1999 pp. 776–828
- Charles Petit-Dutaillis, Luigi IX il Santo, cap. XVII, vol. V (Il trionfo del papato e lo sviluppo comunale) della Storia del mondo medievale, 1999, pp. 829–864
- William John Corbett, L'evoluzione del ducato di Normandia e la conquista normanna dell'inghilterra, cap. I, vol. VI (Declino dell'impero e del papato e sviluppo degli stati nazionali) della Storia del Mondo Medievale, 1999, pp. 5–55.
- William John Corbett, Inghilterra, 1087-1154, cap. II, vol. VI (Declino dell'impero e del papato e sviluppo degli stati nazionali) della Storia del Mondo Medievale, 1999, pp. 56–98.
- Hilda Johnstone, Francia: gli ultimi Capetingi, cap. XV, vol. VI (Declino dell'impero e del papato e sviluppo degli stati nazionali) della Storia del Mondo Medievale, 1999, pp. 569–607.